# Jytte Bonnier
Jytte Bonnier, född Kaastrup-Olsen 19 mars 1913 i Köpenhamn, död 21 december 2007 i Ærøskøbing i Danmark, var en dansk-svensk journalist och författare.

## Biografi
Jytte Bonnier var dotter till grosshandlaren Sophus "Busky" Kaastrup-Olsen (1885–1937), ägare av belysningsföretaget Louis Poulsen, och Ebba Pouplier (1884–1968). Efter studentexamen 1931 studerade hon vid Köpenhamns universitet 1932–1935. Hon var kulturredaktör vid tidningen Information 1945–1950, Stockholmskorrespondent för Information 1951–1964 och var därefter frilansskribent och författare. Hon blev verkställande ledamot av stiftelsen Afro-Art 1967 och var dess ordförande 1977–1983.
Jytte Bonnier gifte sig första gången 1935 med den dåvarande Londonkorrespondenten för Berlingske Tidende Erik Seidenfaden (1910–1990) och andra gången 1952 med bokförläggaren Tor Bonnier (1883–1976), son till bokförläggaren Karl Otto Bonnier och Lisen, ogift Josephson. Sonen Mikael Bonnier (född 1945), filosofie kandidat, har varit gift med diplomaten Elisabet Borsiin Bonnier. Hennes dotter i första äktenskapet, Ebba Merethe "Snu" Seidenfaden (född 1940), gift Abecassis, var sambo med Francisco de Sá Carneiro, som blev Portugals premiärminister i januari 1980. Paret omkom i en flygolycka senare samma år.
Hon är tillsammans med sin andre make begravd på Galärvarvskyrkogården i Stockholm.